# Vlaamse Druivencross
Il Vlaamse Druivencross, o solo Druivencross, è una corsa in linea maschile e femminile di ciclocross che si svolge ogni anno a Overijse, nel Brabante Fiammingo, in Belgio. Corso per la prima volta nel 1960, costituisce una delle più antiche gare di ciclocross ancora organizzate.
La gara è stata inclusa per diciannove edizioni consecutive, dal 1983 al 2000, nel calendario del Superprestige. Nella stagione 2020-2021 è stato invece inserito per la prima volta nel calendario di Coppa del mondo, a gennaio invece che nella tradizionale collocazione dicembrina; la collocazione autunnale è stata ripristinata nel novembre 2021.
Nelle edizioni di gennaio del 1965, 1976, 1983, 1990 e 1996 la prova fu valida come campionato belga di specialità; nel novembre 1974 si svolse invece nella forma di ciclocross a coppie e fu vinta da Roger De Vlaeminck e Frans Verbeeck. Il maggior plurivincitore è Roland Liboton con 16 successi tra il 1978 e il 1987 (la gara si teneva per due o tre edizioni ogni anno).

## Palmarès

### Uomini Elite
Aggiornato all'edizione 2021.
     Valido come campionato belga di ciclocross.
| Anno | Vincitore                         | Secondo                | Terzo                  |
| ---- | --------------------------------- | ---------------------- | ---------------------- |
| 1960 | Pierre Kumps                      | Victor Philips         | Albert Van Damme       |
| 1961 | Roger De Clercq                   | Albert Van Damme       | Victor Philips         |
| 1962 | Pierre Kumps                      | Léon Scheirs           | Victor Philips         |
| 1963 | Roger De Clercq                   | Eric De Vlaeminck      | Albert Van Damme       |
| 1964 | Roger De Clercq                   | Huub Harings           | Eric De Vlaeminck      |
| 1965 | Albert Van Damme                  | Pierre Kumps           | Léon Scheirs           |
| 1965 | Eric De Vlaeminck                 | Roger De Clercq        | Freddy Nijs            |
| 1966 | Eric De Vlaeminck                 | Albert Van Damme       | Huub Harings           |
| 1967 | Eric De Vlaeminck                 | Albert Van Damme       | Roger De Vlaeminck     |
| 1968 | Eric De Vlaeminck                 | Roger De Vlaeminck     | Freddy Nijs            |
| 1969 | Roger De Vlaeminck                | Eric De Vlaeminck      | Albert Van Damme       |
| 1970 | Roger De Vlaeminck                | Freddy Nijs            | Rolf Wolfshohl         |
| 1971 | Eric De Vlaeminck                 | René De Clercq         | Albert Van Damme       |
| 1971 | Eric De Vlaeminck                 | Jozef Thielemans       | Jan Teugels            |
| 1972 | Albert Van Damme                  | Robert Vermeire        | Roger De Vlaeminck     |
| 1972 | Eric De Vlaeminck                 | Marc De Block          | Jozef Thielemans       |
| 1973 | Roger De Vlaeminck                | Robert Vermeire        | Eric De Vlaeminck      |
| 1974 | Norbert Dedeckere                 | Roger De Vlaeminck     | Robert Vermeire        |
| 1974 | Roger De Vlaeminck Frans Verbeeck |                        |                        |
| 1975 | Roger De Vlaeminck                | Norbert Dedeckere      | Eric De Vlaeminck      |
| 1975 | Norbert Dedeckere                 | Jan Teugels            | Marc De Block          |
| 1975 | Roger De Vlaeminck                | Albert Zweifel         | Eric Desruelle         |
| 1976 | Marc De Block                     | Albert Van Damme       | Luc Van Goidsenhoven   |
| 1976 | Eric De Vlaeminck                 | Norbert Dedeckere      | Eric Desruelle         |
| 1977 | Eric De Vlaeminck                 | Roger De Vlaeminck     | Jan Teugels            |
| 1977 | Roger De Vlaeminck                | Roland Liboton         | Norbert Dedeckere      |
| 1978 | Roland Liboton                    | Jan Teugels            | Frans Van Eycke        |
| 1978 | Jan Teugels                       | Roland Liboton         | Paul De Brauwer        |
| 1979 | Jan Teugels                       | Roger De Vlaeminck     | Paul De Brauwer        |
| 1979 | Robert Vermeire                   | Roland Liboton         | Rein Groenendaal       |
| 1980 | Roland Liboton                    | Robert Vermeire        | Yvan Messelis          |
| 1980 | Roland Liboton                    | Rudy De Bie            | Jan Teugels            |
| 1981 | Roland Liboton                    | Robert Vermeire        | Hennie Stamsnijder     |
| 1981 | Roland Liboton                    | Cees van der Wereld    | Eric De Bruyne         |
| 1982 | Roland Liboton                    | Hennie Stamsnijder     | Johan Ghyllebert       |
| 1982 | Roland Liboton                    | Ueli Müller            | Cees van der Wereld    |
| 1983 | Roland Liboton                    | Johan Ghyllebert       | Hennie Stamsnijder     |
| 1983 | Roland Liboton                    | Robert Vermeire        | Johan Ghyllebert       |
| 1983 | Roland Liboton                    | Johan Ghyllebert       | Werner Van Der Fraenen |
| 1984 | Roland Liboton                    | Albert Zweifel         | Hennie Stamsnijder     |
| 1984 | Roland Liboton                    | Hennie Stamsnijder     | Yvan Messelis          |
| 1985 | Hennie Stamsnijder                | Paul De Brauwer        | Rein Groenendaal       |
| 1985 | Roland Liboton                    | Hennie Stamsnijder     | Frank van Bakel        |
| 1986 | Roland Liboton                    | Hennie Stamsnijder     | Yvan Messelis          |
| 1986 | Hennie Stamsnijder                | Ludo De Rey            | Roland Liboton         |
| 1987 | Roland Liboton                    | Wim Lambrechts         | Paul De Brauwer        |
| 1987 | Roland Liboton                    | Hennie Stamsnijder     | Paul De Brauwer        |
| 1988 | Hennie Stamsnijder                | Paul De Brauwer        | Henk Baars             |
| 1988 | Danny De Bie                      | Hennie Stamsnijder     | Yvan Messelis          |
| 1989 | Christian Hautekeete              | Danny De Bie           | Peter Hric             |
| 1990 | Danny De Bie                      | Roland Liboton         | Yvan Messelis          |
| 1990 | Danny De Bie                      | Radomír Šimůnek        | Christian Hautekeete   |
| 1991 | Thomas Frischknecht               | Daniele Pontoni        | Radovan Fořt           |
| 1992 | Daniele Pontoni                   | Thomas Frischknecht    | Peter Van Santvliet    |
| 1993 | Daniele Pontoni                   | Adrie van der Poel     | Richard Groenendaal    |
| 1994 | Adrie van der Poel                | Richard Groenendaal    | Wim de Vos             |
| 1995 | Luca Bramati                      | Daniele Pontoni        | Richard Groenendaal    |
| 1996 | Erwin Vervecken                   | Paul Herijgers         | Mario De Clercq        |
| 1996 | Luca Bramati                      | Richard Groenendaal    | Adrie van der Poel     |
| 1997 | Richard Groenendaal               | Adrie van der Poel     | Sven Nys               |
| 1998 | Erwin Vervecken                   | Mario De Clercq        | Bart Wellens           |
| 1999 | Richard Groenendaal               | Adrie van der Poel     | Mario De Clercq        |
| 2000 | Erwin Vervecken                   | Tom Vannoppen          | Sven Nys               |
| 2001 | Tom Vannoppen                     | Mario De Clercq        | Erwin Vervecken        |
| 2002 | Bart Wellens                      | Mario De Clercq        | Sven Nys               |
| 2003 | Bart Wellens                      | Mario De Clercq        | Sven Nys               |
| 2004 | Sven Nys                          | Erwin Vervecken        | Sven Vanthourenhout    |
| 2005 | Lars Boom                         | Gerben de Knegt        | Erwin Vervecken        |
| 2006 | Sven Nys                          | Sven Vanthourenhout    | Niels Albert           |
| 2007 | Klaas Vantornout                  | Bart Wellens           | Philipp Walsleben      |
| 2008 | Kevin Pauwels                     | Lars Boom              | Sven Nys               |
| 2009 | Niels Albert                      | Kevin Pauwels          | Sven Nys               |
| 2010 | Sven Nys                          | Kevin Pauwels          | Klaas Vantornout       |
| 2011 | Sven Nys                          | Bart Aernouts          | Klaas Vantornout       |
| 2012 | Sven Nys                          | Niels Albert           | Klaas Vantornout       |
| 2013 | Sven Nys                          | Lars van der Haar      | Kevin Pauwels          |
| 2014 | Tom Meeusen                       | Klaas Vantornout       | Mathieu van der Poel   |
| 2015 | Mathieu van der Poel              | Kevin Pauwels          | Tom Meeusen            |
| 2016 | Mathieu van der Poel              | Wout Van Aert          | Kevin Pauwels          |
| 2017 | Mathieu van der Poel              | Corné van Kessel       | Tom Meeusen            |
| 2018 | Toon Aerts                        | Michael Vanthourenhout | Corné van Kessel       |
| 2019 | Mathieu van der Poel              | Thomas Pidcock         | Quinten Hermans        |
| 2021 | Wout Van Aert                     | Mathieu van der Poel   | Thomas Pidcock         |
| 2021 | Eli Iserbyt                       | Michael Vanthourenhout | Toon Aerts             |

### Donne Elite
Aggiornato all'edizione 2021.
| Anno    | Vincitrice                 | Seconda                | Terza               |
| ------- | -------------------------- | ---------------------- | ------------------- |
| 2001    | Daphny van den Brand       | Debby Mansveld         | Corinne Dorland     |
| 2002    | Laurence Leboucher         | Daphny van den Brand   | Hilde Quintens      |
| 2003    | Hilde Quintens             | Daphny van den Brand   | Gina Hall           |
| 2004    | Daphny van den Brand       | Helen Wyman            | Marianne Vos        |
| 2005    | Daphny van den Brand       | Marianne Vos           | Mirjam Melchers     |
| 2006    | Daphny van den Brand       | Helen Wyman            | Birgit Hollmann     |
| 2007    | Stephanie Pohl             | Saskia Elemans         | Sanne Cant          |
| 2008-10 | non disputato              | non disputato          | non disputato       |
| 2011    | Katherine Compton          | Nikki Harris           | Sanne Cant          |
| 2012    | Katherine Compton          | Nikki Harris           | Sanne Cant          |
| 2013    | Katherine Compton          | Sanne Cant             | Nikki Harris        |
| 2014    | Sanne Cant                 | Pauline Ferrand-Prévot | Sophie de Boer      |
| 2015    | Jolien Verschueren         | Helen Wyman            | Nikki Harris        |
| 2016    | Sophie de Boer             | Ellen Van Loy          | Jolien Verschueren  |
| 2017    | Pauline Ferrand-Prévot     | Sanne Cant             | Lucinda Brand       |
| 2018    | Lucinda Brand              | Nikki Brammeier        | Eva Lechner         |
| 2019    | Annemarie Worst            | Lucinda Brand          | Alice Maria Arzuffi |
| 2021    | Ceylin del Carmen Alvarado | Lucinda Brand          | Manon Bakker        |
| 2021    | Kata Blanka Vas            | Puck Pieterse          | Lucinda Brand       |

### Uomini Under-23
Aggiornato all'edizione 2018.
| Anno | Vincitore                                    | Secondo                                      | Terzo                                        |
| ---- | -------------------------------------------- | -------------------------------------------- | -------------------------------------------- |
| 2015 | Eli Iserbyt                                  | Daan Soete                                   | Braam Merlier                                |
| 2016 | Eli Iserbyt                                  | Quinten Hermans                              | Adam Ťoupalík                                |
| 2017 | Yannick Peeters                              | Thijs Aerts                                  | Ben Turner                                   |
| 2018 | Timo Kielich                                 | Andreas Goeman                               | Yentl Bekaert                                |
| 2019 | non disputato                                | non disputato                                | non disputato                                |
| 2021 | annullato a causa della pandemia di COVID-19 | annullato a causa della pandemia di COVID-19 | annullato a causa della pandemia di COVID-19 |

### Uomini Juniors
Aggiornato all'edizione 2021.
| Anno | Vincitore                                    | Secondo                                      | Terzo                                        |
| ---- | -------------------------------------------- | -------------------------------------------- | -------------------------------------------- |
| 2015 | Seppe Rombouts                               | Mathijs Wuyts                                | Andreas Goeman                               |
| 2016 | Andreas Goeman                               | Daniel Tulett                                | Timo Kielich                                 |
| 2017 | Ben Tulett                                   | Tom Lindner                                  | Xander Geysels                               |
| 2018 | Ryan Cortjens                                | Ben Tulett                                   | Jelle Vermoote                               |
| 2019 | William Junior Lecerf                        | Lukas Vanderlinden                           | Lucas Janssen                                |
| 2021 | annullato a causa della pandemia di COVID-19 | annullato a causa della pandemia di COVID-19 | annullato a causa della pandemia di COVID-19 |
| 2021 | David Haverdings                             | Kay De Bruyckere                             | Louka Lesueur                                |